# بي. جاي سيمونز
بي. جاي سيمونز (بالإنجليزية: B. J. Symons)‏ هو لاعب كرة قدم أمريكية أمريكي، ولد في 19 نوفمبر 1980.

## وصلات خارجية
- بي. جاي سيمونز على موقع كلية كرة القدم في سبورتس رفرنس.كوم (الإنجليزية)